# Sonic Shuffle
Sonic Shuffle (jap.:ソニックシャッフル, Hepburn: Sonikku Shaffuru) ist ein Party-Computerspiel, das von Sonic Team und Hudson Soft entwickelt und von Sega erstmals in Nordamerika am 14. November 2000 für das Sega Dreamcast veröffentlicht wurde.
Das Spiel verfügt über einen Storymodus, insgesamt acht Spielcharaktere, fünf Spielbretter, 50 Minigames und 30 Mini Events. Es stellt eine Sega-Alternative zu Mario Party (1998) von der Konkurrenzkonsole Nintendo 64 dar, welches ebenfalls von Hudson Soft entwickelt wurde. Jedoch konnte Sonic Shuffle im Vergleich weder qualitativ, noch in anderer Hinsicht, den gestellten Ansprüchen gerecht werden.
Es ist eines der drei Sonic-Spiele auf dem Sega Dreamcast neben Sonic Adventure (1998) und Sonic Adventure 2 (2001), weswegen viele zuvor bereits eingesetzte Synchronsprecher hier erneut ihren Charakteren ihre Stimme liehen. Anders als in den anderen Sonic-Spielen für das Sega Dreamcast setzt Sonic Shuffle grafisch auf Cel-Shading-Optik mit einer dicken, schwarzen Kontur um die Charaktere.

## Handlung
Sonic, Tails, Knuckles und Amy werden plötzlich durch einen Dimensionsstrudel in eine fremde, ihnen unbekannte Welt gezogen. Dort treffen sie auf eine rosa Fee namens Lumina Flowlight, welche erklärt, dass sie sich hier in Maginaryworld befinden, einer Welt, welche durch die Träume aller Lebewesen der verschiedensten Dimensionen erschaffen wurde. Doch seit ein Bösewicht namens Void einen mächtigen Edelstein in viele kleine Teile zersplitterte, wurde der Tempel des Lichts in Dunkelheit gehüllt und die Welten in Maginaryworld spielen teils verrückt. Luminas Bitte, die Splitter des Edelsteins in den verschiedenen zu sammeln, um die Dunkelheit wieder zu vertreiben, nehmen die vier hilfsbereiten Helden an.
Nach vielen Abenteuern haben Lumina und die vier Helden alle Splitter des Edelsteins vereint und den Widersacher Void besiegt, doch trotz allem kehrt das Licht nicht zurück nach Maginaryworld. Lumina ist am Boden zerstört und macht Void für die negativen Träume, die aus Wut, Trauer oder Angst entstehen, dafür verantwortlich. Sonic, Tails, Knuckles und Amy machen Lumina klar, dass auch diese Emotionen zum Leben dazu gehören und dass es auch Träume solchen Ursprungs geben muss. Daraufhin vereinen sich Lumina, Void und der Edelstein zur Göttin Illumina, die nun wie früher wieder über Maginaryworld, welches schöner und besser als je zuvor erstrahlen soll, herrscht und schickt die vier Freunde durch den Dimensionsstrudel zurück in ihre Welt.

## Gameplay
Das Spiel verfügt über einen Storymodus als Einzelspielermodus, in dem die Handlung erzählt wird, die vier Charaktere Sonic, Tails, Knuckles und Amy zur Auswahl bereitstehen und alle fünf Spielbretter (Emerald Coast, Fire Bird, Nature Zone, Riot Train und Fourth Dimension Space) nacheinander bereist werden. Im Versusmodus können bis zu vier Spieler mit den Charakteren und dem Spielbrett ihrer Wahl gegeneinander antreten. Zu den bereits genannten können noch vier weitere Charaktere als Spielfiguren für den Versusmodus freigeschaltet werden: Super Sonic, Big the Cat, E-102 Gamma und Chao.
In einer Brettspielpartie sind alle Mitspieler nacheinander am Zug und verfügen zu Beginn über jeweils ein Kartendeck mit den Zahlen von 1 bis 6 darauf. Die Wahl der Karte bestimmt, wie viele Felder die Spielfigur auf dem Spielbrett zurücklegt. So ist zunächst eine relativ freie Bewegung der Spielfigur möglich, doch je weniger Karten im Deck verbleiben, desto weniger Optionen stehen zur Verfügung. Hinzu kommt eine Wildcard mit positiven Nebeneffekt und eine Karte mit dem Gesicht von Dr. Eggman für einen negativen Effekt. Auch ist es möglich, nicht seine eigenen Karten, sondern Karten eines Mitspielers zu verwenden, wobei man dabei nicht wissen kann, wie viele Züge man gehen darf oder ob positive oder negative Effekte eintreten. Bei Mehrspielerpartien im Versusmodus werden die verbleibenden Karten nicht auf dem Spielbildschirm, sondern auf der Visual Memory, einem kleinen Bildschirm auf dem Controller des Sega Dreamcast, angezeigt, um seine verbleibenden Karten vor seinen Mitspielern verbergen zu können. Die meisten Felder auf den Spielbrettern geben den Spielern beim Erreichen Ringe oder ziehen Ringe ab. Diese können auf den Shop-Feldern in Items investiert werden. Außerdem gibt es Felder, die mit sofortiger Wirkung ein Minigame, an dem alle Mitspieler teilnehmen, oder ein Mini Event, ein Minispiel an dem nur ein einzelner Spieler teilnimmt, auslösen. Die Partie endet, wenn alle Edelsteinsplitter auf dem Spielbrett von den Spielern eingesammelt wurden. Sieger einer Partie ist derjenige, der am Ende am meisten Embleme verdient hat. Embleme erhält ein Spieler, wenn er einen Edelsteinsplitter auf dem Spielbrett ergattert, die meisten Ringe gesammelt, den ersten Platz in einem Minigame belegt oder ein Mini Event erfolgreich beendet hat.
Es gibt insgesamt 50 Minigames und 30 Mini Events im Spiel. In den Minigames treten die vier Spieler entweder alle gegeneinander, in Zweierteams oder in einem Dreierteam gegen einen einzelnen Spieler an. In Minigames müssen die Spielfiguren beispielsweise Rennen austragen, Ringe sammeln oder auf einer Vielzahl von Trampolinen umherspringen, die jedoch bei Sprungbenutzung reißen und daher immer auf noch mögliche Trampoline landen, um nicht in den Abgrund zu fallen. In einem anderen Minispiel gibt es nur einen Sonnenschirm an einem sehr heißen Strand, sodass sich die Spielfiguren um den einzigen Sonnenschirm streiten. Im Hauptmenü gibt es neben dem Storymodus und dem Versusmodus zudem den „Sonic Room“, in dem bereits bestrittene Minigames gezielt ausgewählt und beliebig gespielt werden können.

## Synchronisation
Sonic Shuffle setzt zum Großteil auf die Synchronsprecher, welche zuvor in Sonic Adventure (1998) eingeführt wurden. So kamen Jun'ichi Kanemaru als Sonic, Nobutoshi Canna als Knuckles und Chikao Ōtsuka als Dr. Eggman zu ihrem zweiten Einsatz ihrer nachfolgend langjährigen Synchronrollen. Im japanischen Cast wurde bei Tails der Sprecher Kazuki Hayashi durch Atsuki Murata ersetzt, der später auch bei Sonic Adventure 2 (2001) zum Einsatz kam. Zudem ist Sonic Shuffle das einzige Spiel, in dem die japanische Amy Rose nicht von Taeko Kawata, wie zuvor in Sonic Adventure und in allen nachfolgenden Sonic-Spielen, sondern ausnahmsweise einmalig von Emi Motoi gesprochen wurde.
Im englischsprachigen Cast blieben Ryan Drummond als Sonic, Jennifer Douillard als Amy und Deem Bristow als Dr. Eggman ihren Rollen treu. Auch der englische Sprecher von Tails aus Sonic Adventure, Corey Bringas, kam in diesem Spiel erneut zum Einsatz, wenngleich bereits deutlich hörbar der Stimmbruch eingesetzt hatte. Deswegen wurde er im folgenden Sonic Adventure 2 durch seinen jüngeren Bruder Connor Bringas ersetzt. Für die englische Stimme von Knuckles wurde Michael McGaharn nicht erneut verpflichtet, stattdessen übernahm der damalige Sonic-Synchronsprecher Ryan Drummond in Sonic Shuffle einmalig auch die Rolle des Knuckles. Die englische Sprecherin von Lumina Flowlight, Elara Distler, sprach in Sonic Adventure bereits Tikal und die englische Sprecherin von Void, Lani Minella, sprach zuvor in Sonic Adventure die Bahnhofsdurchsagen und nachfolgend ab Sonic Adventure 2 den Charakter Rouge the Bat.
Die einzelnen Sprachsamples, welche Big the Cat, E-102 Gamma und der Chao von sich geben, sind sowohl im Japanischen als auch im Englischen erneut genutzte Soundfiles aus Sonic Adventure.
| Synchronsprecher in Sonic Shuffle | Synchronsprecher in Sonic Shuffle | Synchronsprecher in Sonic Shuffle |
| Figur im Spiel                    | Englischer Synchronsprecher       | Japanischer Synchronsprecher      |
| --------------------------------- | --------------------------------- | --------------------------------- |
| Sonic the Hedgehog                | Ryan Drummond                     | Jun'ichi Kanemaru                 |
| Knuckles the Echidna              | Ryan Drummond                     | Nobutoshi Canna                   |
| Miles Tails Prower                | Corey Bringas                     | Atsuki Murata                     |
| Amy Rose                          | Jennifer Douillard                | Emi Motoi                         |
| Dr. Eggman                        | Deem Bristow                      | Chikao Ōtsuka                     |
| Lumina Flowlight                  | Elara Distler                     | Ikue Ōtani                        |
| Illumina                          | Elara Distler                     | Yūko Minaguchi                    |
| Void                              | Lani Minella                      | Urara Takano                      |
| Big the Cat                       | Jon St. John                      | Shun Yashiro                      |
| E-102 Gamma                       | Steve Broadie                     | Jōji Nakata                       |
| Chao                              | Tomoko Sasaki                     | Tomoko Sasaki                     |

## Entwicklung
Nach der Fertigstellung der internationalen Version von Sonic Adventure kündigte Sega am 4. Oktober 1999 an, dass sich sowohl Sonic Adventure 2, als auch ein Spin-Off der Sonic-Spieleserie für das Sega Dreamcast in Entwicklung befänden. Einen ersten Einblick in das neue Spin-Off gab es exklusiv in der Ausgabe 06/2000 der Videospielzeitschrift Electronic Gaming Monthly, als das enthüllte Spiel noch unter dem Namen Sonic Square betitelt wurde. Kurz darauf folgte die Electronic Entertainment Expo 2000, auf der Sega bewegtes Videomaterial zu Sonic Square präsentierte. Ursprünglich war zudem ein Onlinemodus über das SegaNet des Dreamcast geplant, jedoch wurde dieser für eine rechtzeitige Veröffentlichung des Spiels zum Weihnachtsgeschäft 2000 verworfen. Bis zum Release am 14. November 2000 in Nordamerika wurde der Name in Sonic Shuffle geändert, in Japan erschien das Spiel am 21. Dezember 2000 und in Europa wurde es am 9. März 2001 veröffentlicht.

## Rezeption
Sonic Shuffle wurde größtenteils unterdurchschnittlich bewertet. Spieler und Fachpresse sahen in Sonic Shuffle auf den ersten Blick nicht zu Unrecht einen Klon zu Mario Party (1998), jedoch bemängelten Kritiker vor allem die für den Spielverlauf fast irrelevanten und oft mäßig umgesetzten Minigames. Vielfach gelobt wurde die an Jet Set Radio erinnernde Cel-Shading-Grafik.

„Lahmer Igel: Schade, dass das optisch – dank schickem Cell-Shading im Jet Set Radio-Stil – ansprechende Sonic Shuffle spielerisch so weit hinter dem Mario Party-Vorbild zurückfällt. Der Spielablauf ist mit überflüssigen und langweiligen Elementen wie den völlig belanglosen Monsterkämpfen überfrachtet, die zu allem Unglück jedes Mal langwierig nachgeladen werden. Die vielen Minispiele sind zwar abwechslungsreich, schwanken aber zumeist zwischen supersimpel und viel zu komplex, ohne die goldene Mitte zu treffen. So ist Sonic Shuffle eigentlich nur in zwei Fällen interessant: Entweder Ihr habt eine Engelsgeduld oder öfters eine Runde menschlicher Mitspieler zur Hand. So ärgert Ihr Euch wenigstens nicht über die unausgewogenen CPU-Teilnehmer.“